# RARDEN
El L21A1 RARDEN es un cañón automático británico de 30 mm empleado como armamento a bordo de vehículos blindados. Su nombre es una contracción de Royal Armament, Research and Development Establishment (Real Oficina de Investigación y Desarrollo de Armamento, en inglés) y de Royal Small Arms Factory (RSAF) de Enfield, que en aquel entonces formaban parte del Ministerio de Defensa del Reino Unido.  

## Diseño
El cañón emplea un mecanismo de retroceso largo, para reducir las fuerzas ejercidas sobre el afuste y el vehículo. Los casquillos de los cartuchos disparados son eyectados hacia adelante. Además fue diseñado con una longitud interna mínima, para permitir un mayor espacio dentro de la torreta y poder montarse en una torreta pequeña.
El cartucho que dispara tiene una longitud de 170 mm, y está basado en el cartucho Hispano-Suiza 831-L. Al contrario de los cañones automáticos alimentados mediante cinta montados en la mayor parte de los tanques ligeros, el RARDEN es cargado manualmente con peines de 3 proyectiles. Esto limita su capacidad de disparar en modo automático a 6 proyectiles. El RARDEN no necesita una fuente externa de energía, por lo tanto puede seguir disparando incluso si el tanque ha sido puesto fuera de combate.

## Fabricación
La RSAF Enfield fabricó el RARDEN desde 1970. Sin embargo, la RSAF fue incorporada en la Royal Ordnance Factory a inicios de la década de 1980 durante su proceso de privatización, volviéndose parte de Royal Ordnance. Royal Ordnance (RO) planeaba cerrar la fábrica de Enfield y otras más después de su privatización. El 2 de abril de 1987, British Aerospace (BAe) compró la Royal Ordnance y anunció el cierre de la RSAF Enfield para el 12 de agosto de 1987. La mayor parte de las maquinarias de RO Enfield fueron mudadas antes del cierre de la RSAF a RO Nottingham.      
La fabricación del RARDEN fue llevada a cabo por British Manufacture and Research Company (BMARC) a partir de 1985. Esta compañía fue comprada por BAe en 1992, pasando a ser parte de RO Defence; ahora rebautizada como BAE Systems Global Combat Systems Munitions.   

## Empleo
El RARDEN está o fue montado a bordo de diversos vehículos blindados del Ejército Británico:
- Automóvil blindado FV721 Fox.
- Tanque de reconocimiento FV107 Scimitar (forma parte de la serie CVR(T)).
- Tanque Sabre; un FV101 Scorpion con la torreta del automóvil blindado Fox (incluido en la serie CVR(T)).
- FV510 Warrior y algunas de sus variantes.

Parece que se intentó equipar al transporte blindado de personal FV432 con el RARDEN, pero al montarse con su torreta dejaba muy poco espacio para transportar a los soldados necesarios. Trece vehículos fueron equipados con la torreta del Fox, como vehículos de apoyo experimentales. Se registraron problemas con la larga caña del cañón, que ensuciaba los equipos externos (por lo que la torreta tenía que montarse sobre una arandela de 3 pulgadas) y su fogonazo que dañaba la pantalla de flotación. Fueron desplegados con la Brigada de Infantería de Berlín.

## Reemplazo
El Ministerio de Defensa del Reino Unido anunció en marzo de 2008 que fue seleccionado un cañón de 40 mm que disparaba munición con la bala insertada dentro del casquillo para reemplazar al RARDEN a bordo del Warrior y ser montado en el vehículo de reconocimiento que reemplazaría a toda la serie CVR(T).